# Code Red (série télévisée, 1981)
Pour les articles homonymes, voir Code Red (homonymie).
Code Red est une série télévisée américaine en un pilote de 90 minutes et 18 épisodes de cinquante minutes, créée par Laurence Heath, et diffusée entre le 20 septembre 1981 et le 11 juillet 1982 sur le réseau ABC. Il s'agit de la dernière série produite par Irwin Allen.
La série est totalement inédite dans les pays francophones .

## Synopsis
Les aventures d'une compagnie de pompiers du Los Angeles Fire Department et principalement d'une famille des combattants du feu avec le patriarche Joe Rorchek, qui bien qu'à la retraite fait encore office d'enquêteur pour le bureau des incendies, de Ted son fils qui est aussi pompier, de Chris, son autre fils pilote d'hélicoptère.

## Distribution
- Lorne Greene : Joe Rorchek
- Andrew Stevens : Ted Rorchek
- Martian Deignan : Haley Green
- Julie Adams : Ann Rorchek, l'épouse de Joe
- Sam J. Jones : Chris Rorchek
- Joe Maross : Capitaine Mike Benton
- Adam Rich : Danny Blake
- Jack Lindine : Al Martelli
- James Crittenden : Rags Harris
- Joaquin Garay III : Rico Ortiz
- Dennis Haysbert : Stuff Wade

## Épisodes
1. titre français inconnu (Code Red) (90 minutes)
2. titre français inconnu (A Saved Life)
3. titre français inconnu (Death of a Fireman)
4. titre français inconnu (Dark Fire)
5. titre français inconnu (The Little Girl who Cried Fire)
6. titre français inconnu (All That Glitters)
7. titre français inconnu (Fireworks)
8. titre français inconnu (Framed by Fire)
9. titre français inconnu (From One Little Spark)
10. titre français inconnu (Wildfire)
11. titre français inconnu (My Life Is Yours)
12. titre français inconnu (Happy Birthday)
13. titre français inconnu (Revenge)
14. titre français inconnu (Burnout)
15. titre français inconnu (Trapped by Time)
16. titre français inconnu (Trial by Fire)
17. titre français inconnu (Riddle in the Flames)
18. titre français inconnu (No Escape)
19. titre français inconnu (Fire Below)
20. titre français inconnu (Land of Make Believe)

## Commentaires
Le téléfilm pilote de 90 minutes qui introduit la série et les personnages a été réalisé par le cinéaste J. Lee Thompson .